# Хошк-Дагане
Хошк-Дагане (перс. خشك دهنه) — село в Ірані, у дегестані Вірмуні, в Центральному бахші, шагрестані Астара остану Ґілян. За даними перепису 2006 року, його населення становило 1124 особи, що проживали у складі 279 сімей.

## Клімат
Середня річна температура становить 14,81°C, середня максимальна – 28,16°C, а середня мінімальна – 0,76°C. Середня річна кількість опадів – 921 мм.
| Клімат поселення                              | Клімат поселення | Клімат поселення | Клімат поселення | Клімат поселення | Клімат поселення | Клімат поселення | Клімат поселення | Клімат поселення | Клімат поселення | Клімат поселення | Клімат поселення | Клімат поселення | Клімат поселення |
| Показник                                      | Січ.             | Лют.             | Бер.             | Квіт.            | Трав.            | Черв.            | Лип.             | Серп.            | Вер.             | Жовт.            | Лист.            | Груд.            |                  |
| Середній максимум, °C                         | 9,79             | 9,67             | 12,13            | 17,41            | 22,39            | 26,73            | 28,16            | 28,06            | 24,85            | 20,01            | 15,06            | 11,03            |                  |
| Середня температура, °C                       | 5,33             | 5,20             | 7,67             | 12,94            | 17,91            | 22,28            | 24,70            | 24,61            | 21,39            | 16,56            | 11,59            | 7,60             |                  |
| Середній мінімум, °C                          | 0,87             | 0,76             | 3,20             | 8,50             | 13,48            | 17,82            | 21,24            | 21,13            | 17,92            | 13,08            | 8,14             | 4,12             |                  |
| Норма опадів, мм                              | 77               | 78               | 77               | 52               | 43               | 27               | 14               | 43               | 117              | 174              | 127              | 92               |                  |
| Середньомісячна швидкість вітру, м/с          | 2.44             | 2.60             | 2.51             | 2.50             | 2.50             | 2.70             | 2.80             | 2.50             | 2.31             | 2.11             | 2.09             | 2.10             |                  |
| Середньомісячна сонячна радіація, кДж/м²·день | 6730             | 9064             | 11252            | 15774            | 20124            | 23029            | 23656            | 20148            | 16143            | 10927            | 8132             | 6307             |                  |
| --------------------------------------------- | ---------------- | ---------------- | ---------------- | ---------------- | ---------------- | ---------------- | ---------------- | ---------------- | ---------------- | ---------------- | ---------------- | ---------------- | ---------------- |
| Джерело:                                      |                  |                  |                  |                  |                  |                  |                  |                  |                  |                  |                  |                  |                  |